# Platyrrhinus nitelinea
Platyrrhinus nitelinea (Velazco & Gardner, 2009) è un pipistrello della famiglia dei Fillostomidi endemico della Colombia e dell'Ecuador.

## Descrizione

### Dimensioni
Pipistrello di medie dimensioni, con la lunghezza totale tra 84 e 90 mm, la lunghezza dell'avambraccio tra 56,8 e 58,4 mm, la lunghezza del piede tra 14 e 17 mm, la lunghezza delle orecchie tra 22 e 23 mm.

### Aspetto
La pelliccia è lunga con i singoli peli bicolori. Le parti dorsali sono nerastre con una larga striscia dorsale bianca che si estende dalla zona tra le spalle fino alla groppa, mentre le parti ventrali sono nerastre. Il muso è corto e largo. La foglia nasale è ben sviluppata e lanceolata, con la porzione anteriore parzialmente saldata al labbro superiore. Due strisce giallo-brunastre sono presenti su ogni lato del viso, la prima, più grande, si estende dall'angolo esterno della foglia nasale fino a dietro l'orecchio, mentre la seconda parte dell'angolo posteriore della bocca e termina alla base del padiglione auricolare. Sono presenti 2 lunghe vibrisse sulle guance. Le orecchie sono larghe, triangolari, ampiamente separate e con diverse pieghe poco marcate sulla superficie interna. Il trago è piccolo ed appuntito. Le ali sono attaccate posteriormente alla base dell'alluce. I piedi sono ricoperti di peli mediamente densi. È privo di coda. L'uropatagio è ridotto ad una sottile membrana lungo la parte interna degli arti inferiori, con il margine libero densamente frangiato e a forma di U rovesciata. Il calcar è corto.

## Distribuzione e habitat
Questa specie è diffusa nella Colombia centro-occidentale e nell'Ecuador sud-occidentale.

## Conservazione
Questa specie, essendo stata scoperta solo recentemente, non è stata sottoposta ancora a nessun criterio di conservazione.